# اچ‌ام‌اس اسلینگر (دی۲۶)
اچ‌ام‌اس اسلینگر (دی۲۶) (به انگلیسی: HMS Slinger (D26)) یک کشتی بود که طول آن ۴۹۶ فوت (۱۵۱ متر) بود. این کشتی در سال ۱۹۴۳ ساخته شد.